# Haren (Groninga)
Haren (en groningués Hoaren) es un pueblo y antiguo municipio de la provincia de Groninga al norte de los Países Bajos. El municipio tiene una superficie de 50,73 km², de los que 5,15 km² se encuentran ocupados por el agua. En octubre de 2014 contaba con una población de 18.853 habitantes.
Forman el municipio, además de Haren, donde se encuentra el ayuntamiento, tres aldeas —Onnen, Glimmen y Noordlaren— y otros núcleos de población menores. Dispone de estación de ferrocarril en la línea que une Zwolle con Groninga.
En el lugar que ocupa el municipio se encuentran dos dólmenes junto con otros indicios de haber estado poblado hace más de 4500 años, aunque la primera mención es ya del siglo XIII, cuando se inició la construcción de la actual iglesia reformada de San Nicolás.

## Galería

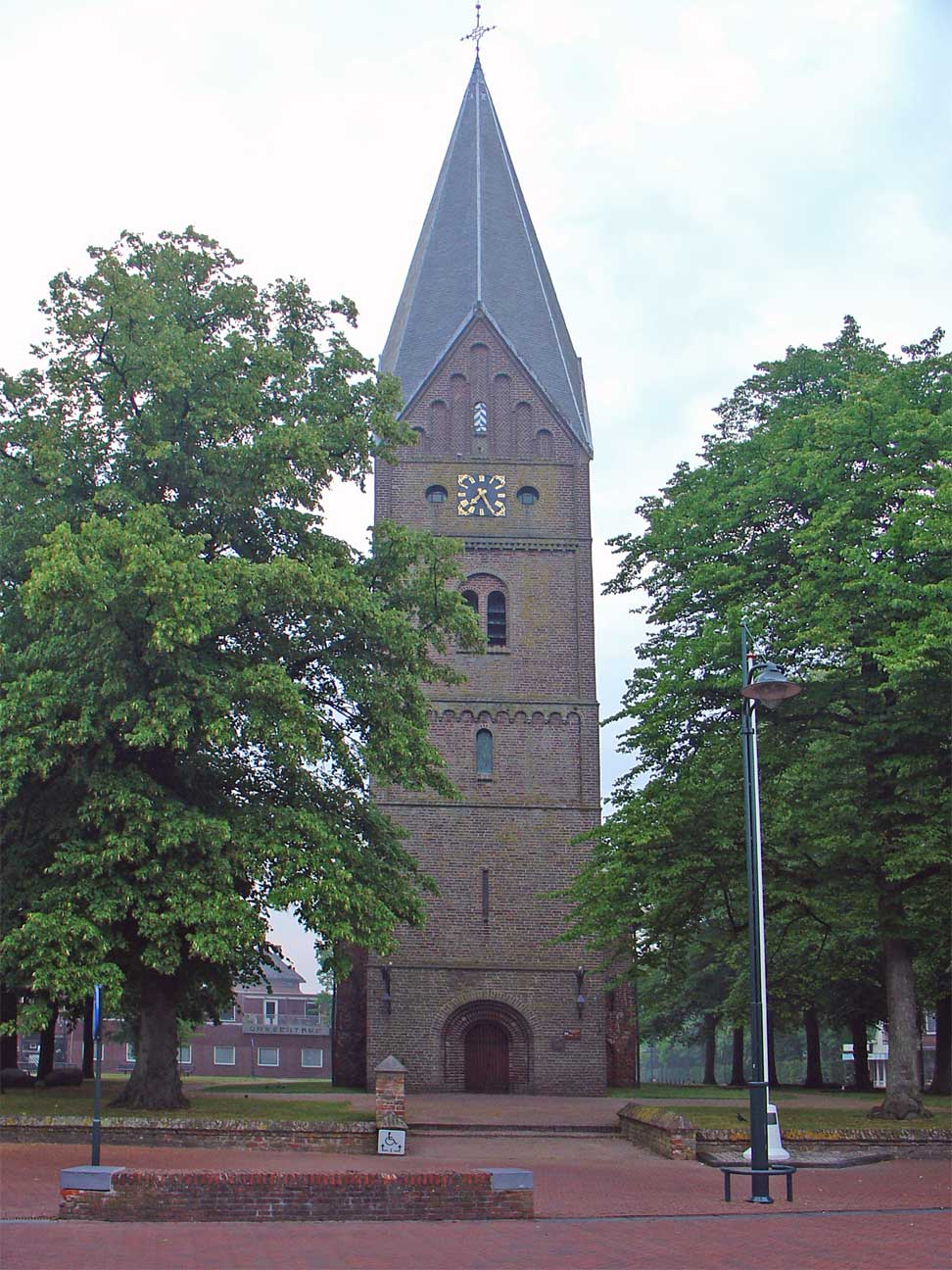
Torre de la iglesia reformada de San Nicolás.
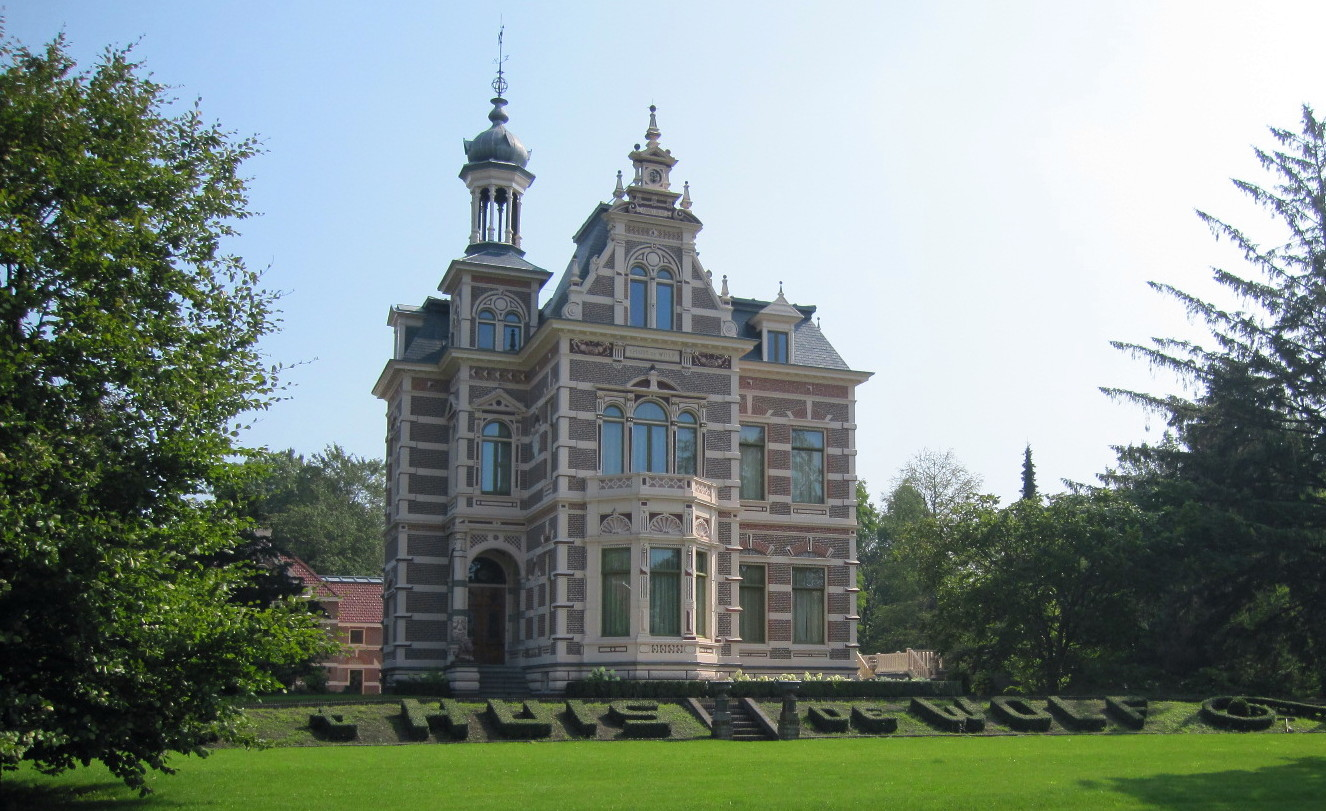
't Huis de Wolf, mansión de estilo neorrenacentista construida en 1892.
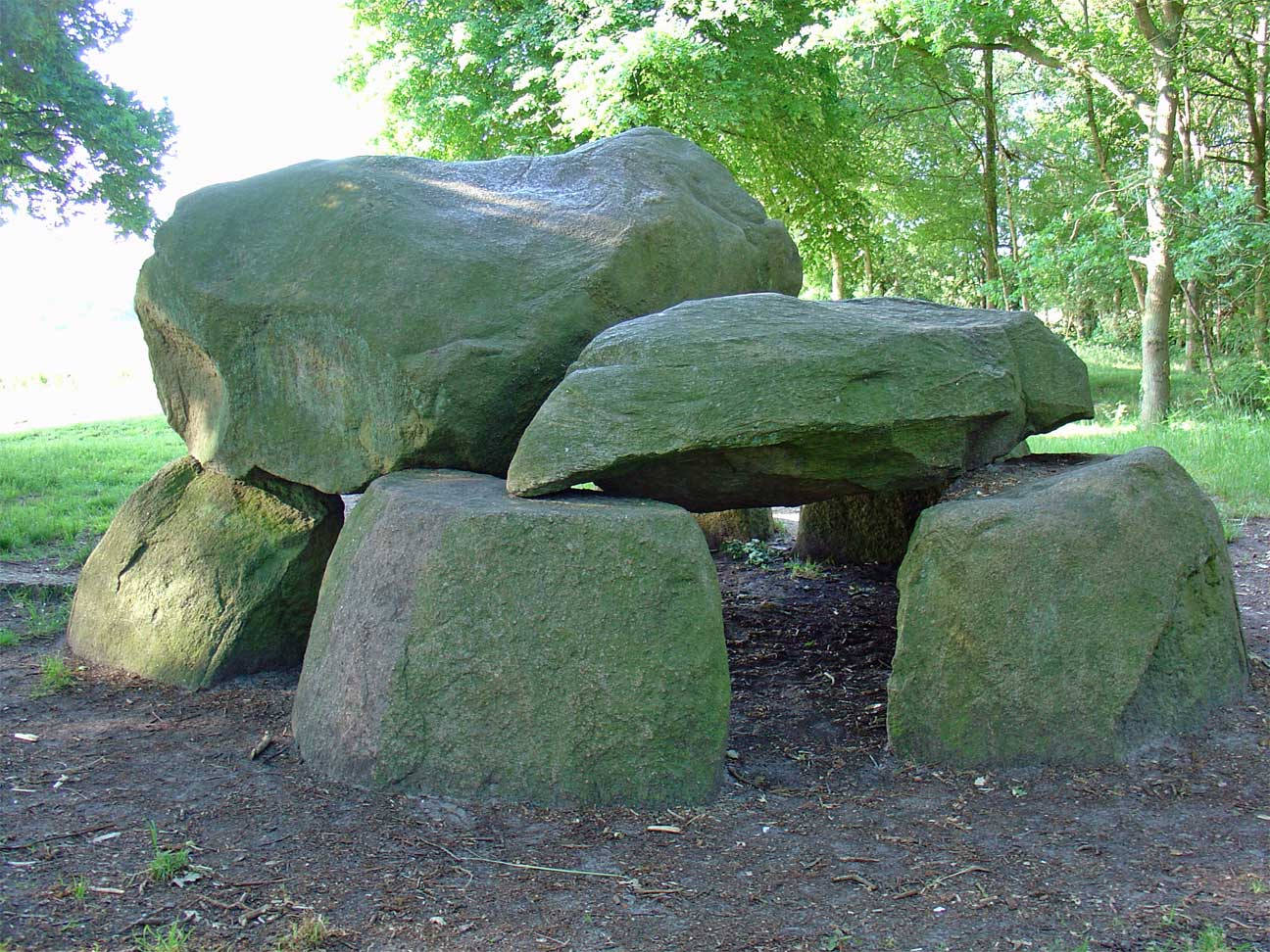
Dolmen en Noordlaren.
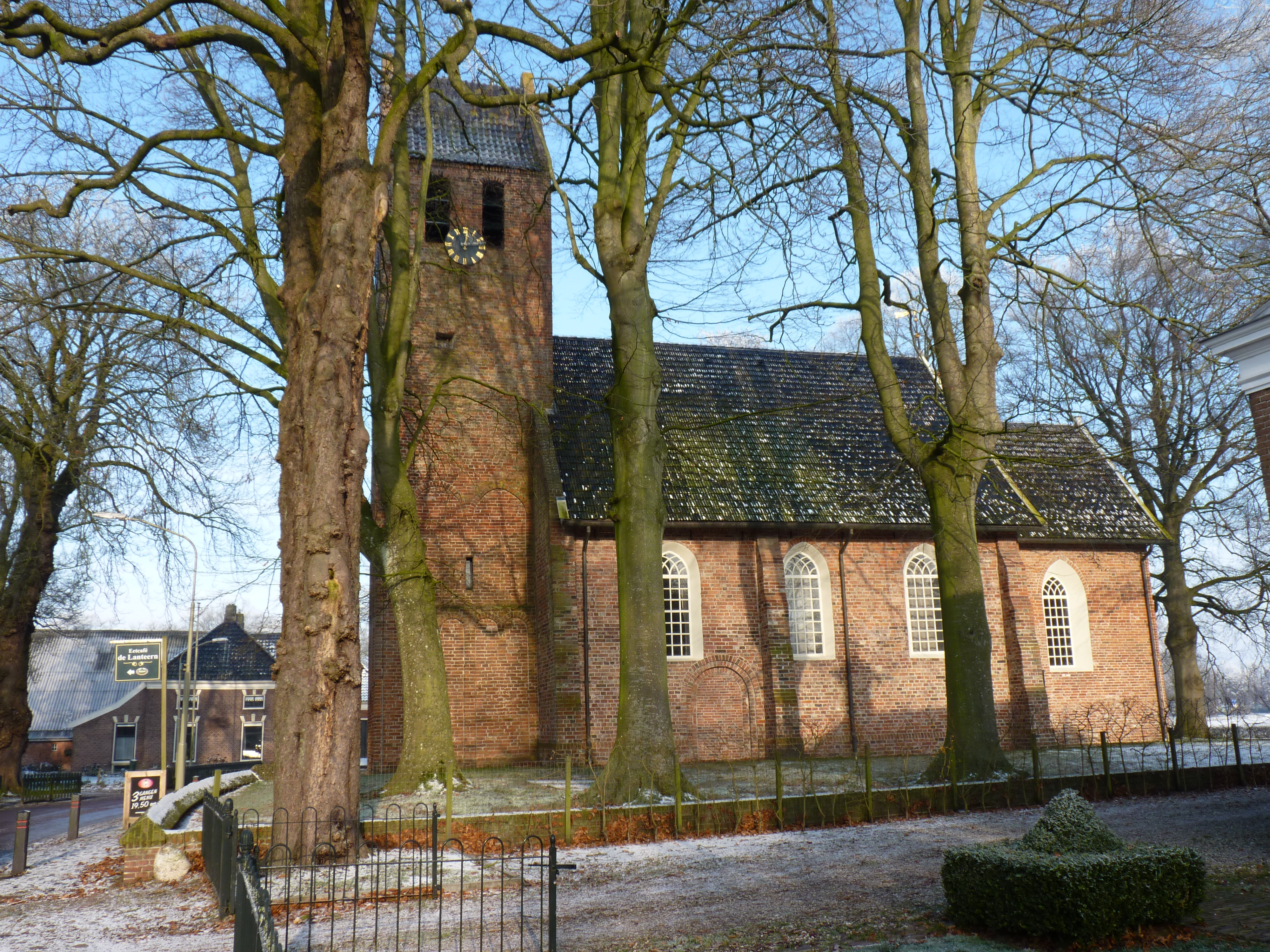
Noordlaren, iglesia de San Bartolomé.